# Second Wind AC
Der Second Wind AC (jap. セカンドウィンドAC) ist ein japanischer Laufsportverein aus dem Bezirk Chiyoda in der Präfektur Tokio.

## Geschichte
Der Second Wind AC nimmt in Japan eine Sonderstellung ein. Traditionell sind japanische Eliteläufer bei den Firmenmannschaften großer Wirtschaftsunternehmen angestellt. Abgesehen von internationalen Meisterschaften wie Olympischen Spielen und Leichtathletik-Weltmeisterschaften starten sie nahezu ausschließlich bei heimischen Rennen. Die Sponsoren legen dabei insbesondere Wert auf gute Resultate bei den Ekiden, vor allem in Japan populären Langstreckenstaffelläufen.
Der Second Wind AC ging selbst aus einer Firmenmannschaft hervor, der des Kosmetikherstellers Shiseido. Deren Trainer Manabu Kawagoe gründete im April 2007 mit einigen ihrer Läufer den neuen Verein, um mehr Gewicht auf die individuellen Interessen der Athleten legen zu können. Die Läufer des Second Wind AC treten regelmäßig bei großen internationalen Straßenläufen an.
Ohne einen Hauptsponsor finanziert sich der Verein hauptsächlich aus der Beteiligung an den Preisgeldern seiner Eliteathleten sowie aus Mitgliedsbeiträgen.

## Bekannte Athleten
Zu den erfolgreichsten Mitgliedern des Second Wind AC zählen Yuri Kanō, Akemi Ozaki, Kiyoko Shimahara und die Britin Mara Yamauchi.